# Polinezja Francuska
Polinezja Francuska – wspólnota zamorska Francji obejmująca 5 archipelagów i ponad 150 wysp na Oceanie Spokojnym, we wschodniej części Polinezji. Łączna powierzchnia wysp to 3521 km², a ludność – 259,7 tys. mieszk. (2007). Stolicą tego terytorium jest Papeete (26 tys., 2007) na wyspie Tahiti.
Językiem urzędowym jest język francuski.

## Podział administracyjny
Polinezja Francuska podzielona jest na pięć podjednostek, obejmujących główne archipelagi:
- Wyspy Pod Wiatrem
- Wyspy Na Wietrze
- Wyspy Tuamotu i Gambiera
- Markizy
- Wyspy Tubuai.

W skład Polinezji Francuskiej wchodzą m.in. wyspy: Towarzystwa (1,96 tys. km²) z największą i najbardziej znaną wyspą Tahiti (1000 km²) w archipelagu Wysp Na Wietrze oraz Markizy (1,3 tys. km²), Tuamotu (398 km²), Tubuai (287 km²), Gambiera (230 km²).
Dawniej z Polinezji Francuskiej była również administrowana wyspa Clipperton, która pozostaje osobną posiadłością Francji. W 2007 roku administracja wyspą została przekazana bezpośrednio francuskiemu rządowi, a administratorem jest Minister Terytoriów Zamorskich.

## Historia
Badania archeologiczne wskazują, że zasiedlenie największej wyspy archipelagu – Tahiti nastąpiło około 2000 lat temu. Migracja odbywała się z położonych na zachód obszarów Oceanii. Początkowo Polinezyjczycy skupiali się na zasiedlaniu najwyższych wysp, gdyż zapewniały one najpewniejsze schronienie przed niekorzystnymi warunkami pogodowymi jak też charakteryzowały się najżyźniejszymi glebami oraz dostępnością źródeł wody. Znaleziska archeologiczne na wyspach Polinezji Francuskiej wskazują pochodzenie niektórych wyrobów rzemieślniczych na około 850 rok n.e. Pozostałości najstarszej osady odkryto na Huahine. Liczne są fragmenty świątyń w postaci kamiennych fundamentów na planie prostokąta zwanych marae.
Pierwszym Europejczykiem, który odkrył Tahiti był angielski żeglarz Samuel Wallis. Rok później na główną wyspę archipelagu przybył francuskie żeglarz Louis Antoine de Bougainville. Sporządził on dokładny obraz życia na wyspie. W 1769 roku na wyspę dotarł angielski żeglarz James Cook. W 1788 roku na wyspę przybył kapitan William Blight, dowodził on statkiem "HMS Bounty", na którym niedługo później wybuchł bunt, który spowodował zasiedlenie położonej na wschód wysypy Pitcairn. Pod koniec XVIII wieku na wyspy przybyła grupa misjonarzy angielskich, którzy wprowadzili zachodnią kulturę wśród lokalnych mieszkańców. Ostatecznie w 1843 na główną wyspę archipelagu - Tahiti przybyła flota francuska, dokonując jej zajęcia jak też rozpoczynając proces kolonizacji pozostałych wysp południowo-wschodniego Pacyfiku.

## Ludność
Polinezję Francuską według spisu powszechnego w 2007 r. zamieszkiwało 259,7 tys. mieszkańców. Przyrost naturalny wynosi 14,6‰ (2000), natomiast analfabetyzm: 2%.
Można wyróżnić trzy główne grupy mieszkańców:
- Polinezyjczycy; stanowią około 78% ludności kraju. W tym zawierają się: Tahitańczycy (54%), Tuamotuańczycy, Tubuajczycy i Markizyjczycy (każda z tych grup to ok. 7%) oraz Mangarewańczycy (ok. 1,5%) i Rapaitańczycy (ok. 0,5%).
- Europejczycy; jest ich około 20 tysięcy, trochę ponad 9% ogółu; głównie Francuzi, ale również Brytyjczycy i Niemcy.
- Chińczycy; około 11% ogółu.

Pozostali mieszkańcy to kilkutysięczna grupa wyspiarzy z innych wysp Pacyfiku.
Wielu wyspiarzy pochodzi ze związków europejsko-polinezyjskich lub chińsko-polinezyjskich. Nazywani są oni odpowiednio Demis lub Hapa.
W wyniku ingerencji kolonialnej prowadzonej na wyspach przez Francuzów, elementy polinezyjskich kultur uległy zapomnieniu. Zanikły charakterystyczne elementy organizacji społecznej Polinezyjczyków, takie jak absolutna władza naczelników i zhierarchizowana struktura społeczna. Około połowa tubylców porzuciła całkowicie tradycyjny styl życia i utrzymuje się z pracy w sektorze handlowo-usługowym, turystycznym lub pracuje w administracji państwowej. Wielu wyspiarzy emigruje w celach zarobkowych do innych państw Oceanii, głównie do Nowej Kaledonii.

## Warunki naturalne
Wyspy pochodzenia wulkanicznego i koralowego. Klimat zależnie od szerokości geograficznej zwrotnikowy bądź podzwrotnikowy wilgotny. Najwyższy szczyt archipelagu to Mont Orohena (2241 m).
Klimat na wyspach jest równikowy wilgotny, lub wybitnie wilgotny, a na południu zwrotnikowy wilgotny. Temperatura wynosi od 22 do 28 °C w północnych i środkowych wyspach Polinezji i 17 do 25 °C w południowych.
Największe opady są notowane w południowo-zachodnich wyspach i sięgają od 2000 do nawet 2800 mm rocznie.

## Gospodarka
Głównym zajęciem ludności jest wciąż rolnictwo i rybołówstwo, ale dynamicznie wzrasta sektor usług, a zwłaszcza tych związanych z turystyką. Eksport pereł i macicy perłowej, kopry, wanilii. Import paliw, żywności, maszyn i urządzeń. Główni partnerzy handlowi: Francja, Japonia, USA. Stopa bezrobocia 11,7% (2005). PKB na 1 mieszkańca – 17,5 tys. dolarów USA (2003), inflacja – 1,1% (2006).

### Emisja gazów cieplarnianych
Emisja równoważnika dwutlenku węgla z Polinezji Francuskiej wyniosła w 1990 roku około 1 Mt, z czego 0,839 Mt stanowiła emisja dwutlenku węgla. W przeliczeniu na mieszkańca emisja wyniosła wówczas 4,229 t dwutlenku węgla, a w przeliczeniu na 1000 dolarów PKB 175 kg. Od tego czasu emisje wahają się, przy czym dość duży, ale przejściowy wzrost nastąpił w 2012, a zauważalne spadki w 1994 i 2013. Głównym źródłem emisji przez cały czas była energetyka, a czasem wzrastała rola transportu. W 2018 emisja dwutlenku węgla pochodzenia kopalnego wyniosła 0,574 Mt, a w przeliczeniu na mieszkańca 2 t i w przeliczeniu na 1000 dolarów PKB 68 kg.

## Religia
Struktura religijna kraju w 2010 roku według Pew Research Center:
- Protestantyzm: 40,6%:
  - Kościół Protestancki Maohi – 90 500 wiernych
  - Kościół Adwentystów Dnia Siódmego – 17 600
  - Zbory Boże – 3000
- Katolicyzm: 39,8% (zobacz: Metropolia Papeete)
- Inni chrześcijanie: 13,6% (gł. mormoni)  Osobny artykuł: Świadkowie Jehowy we Francji#Świadkowie Jehowy w Polinezji Francuskiej.
- Brak religii: 4,9%
- Tradycyjne religie plemienne: 0,5%

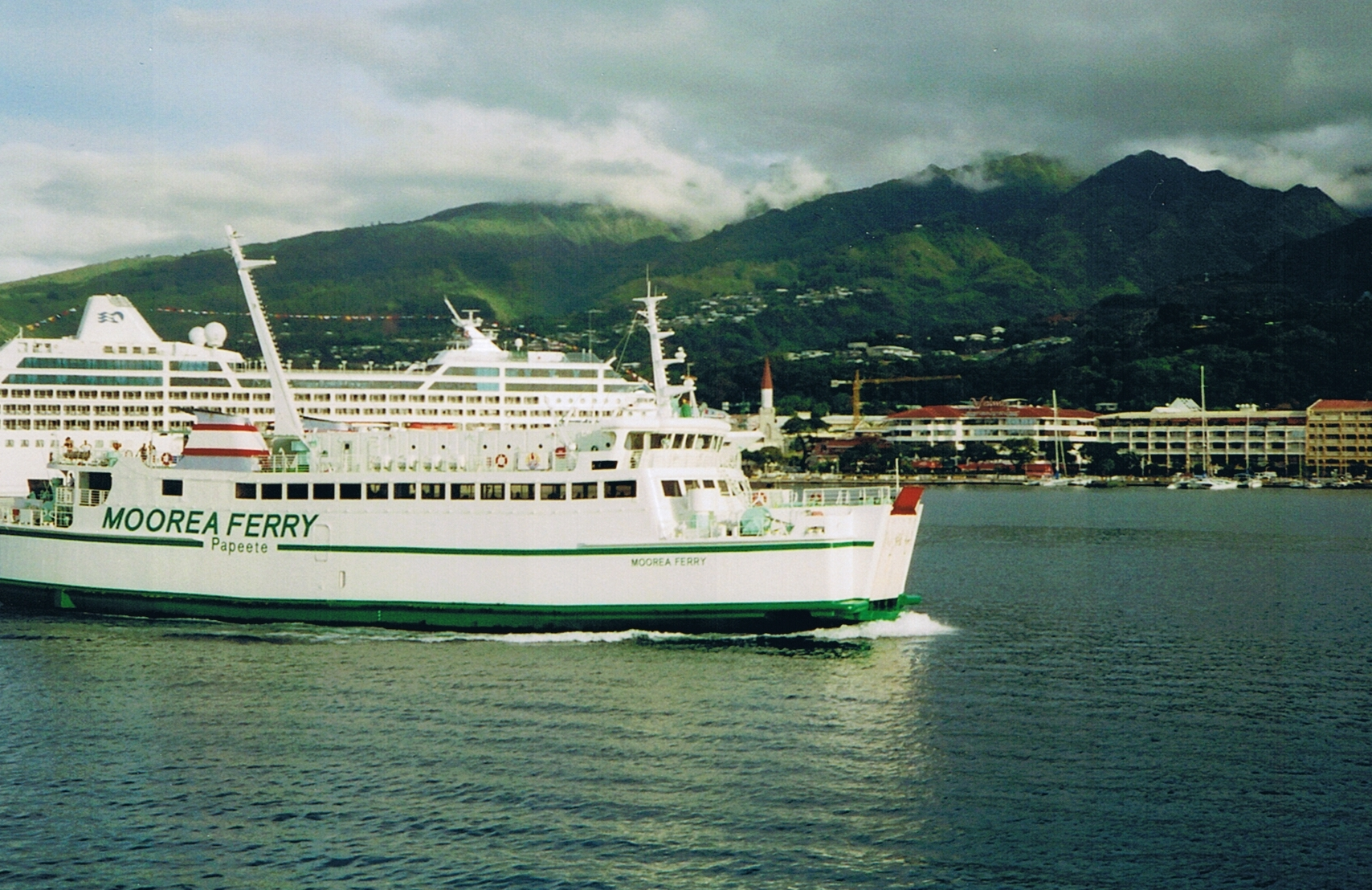
Prom w Zatoce Papeete

- Inne religie: 0,6%